# Parafia Wniebowzięcia Najświętszej Maryi Panny w Warcie
Parafia Wniebowzięcia Najświętszej Maryi Panny w Warcie – jedna z dwóch rzymskokatolickich parafii w mieście Warta, należąca do diecezji włocławskiej i dekanatu warckiego. 
Parafia została założona w 1985. Kościół parafialny wybudowano w latach 1479–1482 w stylu gotyckim. W latach 1610–1612 dobudowano renesansową kaplicę św.Anny, w latach 1696–1721 przebudowaną w stylu barokowym.  Wieże zbudowano w 1764 roku. Świątynia połączona jest z klasztorem. 
Obsługujący parafię bernardyni sprawują także opiekę duszpasterską nad kościołem i klasztorem warckich sióstr bernardynek oraz kaplicą Miłosierdzia Bożego w szpitalu psychiatrycznym, w którym jeden z bernardynów pełni też funkcję kapelana. Funkcję proboszcza pełni o. Ruben Bekeszczuk OFM.